# Doc Cook
Charles L. Cooke (* 3. September 1891 in Louisville, Kentucky; † 25. Dezember 1958 in Wurtsboro, New York) war ein amerikanischer Bigband-Leader und Arrangeur des Chicago-Jazz. Er trat unter dem Künstlernamen Doc Cook auf (manchmal auch Doc Cooke).
Cooke studierte und promovierte am Chicago College of Music. Von 1922 bis 1927 leitete er das Dreamland Orchestra (in Paddy Harmon’s Dreamland Ballroom, einem Tanzsaal mit angeschlossener Rollschuhbahn) in Chicago, in dem u. a. Freddie Keppard, Luis Russell, Johnny St. Cyr und Jimmie Noone spielten. Sie nahmen auch als Doc Cook and his 14 Doctors of Syncopation und als Cookies Gingersnaps auf. Nach 1927 spielte er mit seinem Orchester an anderen Orten wie dem White City Ballroom in Chicago. 1930 ging er nach New York als fest angestellter Arrangeur beim Radiosender R.K.O. und der Radio City Music Hall. Anfang der 1940er Jahre zog er sich aus dem Musikgeschäft zurück.